# Майнов, Владимир Николаевич
Владимир Николаевич Ма́йнов (1845—1888) — русский педагог, этнограф, географ, писатель.

## Биография
Из дворянской семьи.
В 1865 году окончил Александровский лицей. Прослушал курс лекций на историко-филологическом факультете Санкт-Петербургского университета.
Работал в Министерстве финансов, Министерстве просвещения.
Преподавал в Гельсингфорском университете, во 2-м Санкт-Петербургском кадетском корпусе.
В 1875 году участвовал в составлении «Этнографической карты Европейской России».
Действительный член Русского географического общества (РГО), секретарь этнографического отделения РГО.
Как популяризатор научных знаний и беллетрист, В. Н. Майнов известен под псевдонимом В. Корниевский.
Является автором более 40 научных работ историко-географического содержания.
Похоронен в Усманском уезде Тамбовской губернии в родовом имении.

## Сочинение
- Осударева дорога в Повенецком уезде Олонецкой губернии // Древняя и Новая Россия. 1876. Кн. 2
- Поездка в Обонежье и Корелу. — СПб.: Тип. В. Демакова, 1877. Архивировано 31 декабря 2016 года.
- Приоятская чудь. (Весь — Вепсы) // Древняя и Новая Россия. 1877, т. 2. № 5, с. 38—53; № 6, с. 133—143.
- Скопческий ересиарх Кондратий Селиванов (Ссылка его в Спасо-Евфимьев монастырь) // Исторический вестник. 1880, апрель, т. 1.
- Майнов В. Мёртвый городок (Из путевых заметок) // Исторический вестник. 1880. Т. 3. С. 525—546.
- Майнов В. Живые покойники // Исторический вестник. 1881. Т. 6. С. 747—772
- Вотчина Зосимы и Савватия (Соловки) // Живописная Россия. 1881. Вып. 1.
- Несторова Весь и Корельские дети. // Живописная Россия. 1881. Т I. Ч.2 стр. 493—527.
- Результаты антропологических исследований среди мордвы-эрзи / [соч.] д. чл. В. Н. Майнова. — С.-Петербург: Типография А. С. Суворина, 1883. -[2], IV, 559 с.; 23. — (Записки Русского географического общества по отделению этнографиипод ред. д. чл. В. Н. Майнова; Т. 11)
- Очерк юридического быта мордвы / [соч.] Владимира Майнова. — Санкт-Петербург: Типография Министерства внутренних дел, 1885. -X, 267, [3] с.; 24. — (Записки Императорского русского географического общества. По отделению этнографии; т. 14, вып. 1)
- Майнов В. Осударева дорога // Олонецкий сборник: Материалы для истории, географии, статистики и этнографии Олонецкого края. Вып. 2. Петрозаводск, 1886. С. 25-34.